# Peter Hiort
 Ikke at forveksle med Peder Hiort.
Peter Hiort (født 1670 i København, død 26. marts 1733) var en dansk søofficer, bror til Severin Hiort.
Han var søn af landsdommer Jesper Hiort og Anna Bülcke Pedersdatter (der som enke blev gift med oberst Andreas Harboe) og blev 1687 lærling i Søetaten. Niels Juel skriver i konduitelisten 7. maj 1690: "Lærling P. H., født i Kjøbenhavn, antaget efter Kongl. allernaadigst Befaling for Lærling. Ham kender jeg ikke, berettes dog, at han paa fremmede Pladser skal være i Farten."
Han blev 1691 løjtnant med 200 rigsdaler i løn, søgte 1692 om tilladelse til at gøre en kampagne i Frankrig og kom 1695 med orlogsskibet Nellebladet på konvoj til Frankrig og fik 1696 kgl. tilladelse til at deltage i den franske flådes kampagne. 1697 assisterede han søkortdirektør Jens Sørensen ved opmålinger i Kattegat og blev senere samme år kaptajn og var 1698 chef for snauen Phoenix, der var vagtskib i Storebælt, og igen i 1699 chef for samme skib, som hentede grev Friis' lig i Amsterdam og dernæst var vagtskib på Elben. 1702 blev Hiort chef for jagten Merminn, vagtskib på Weser, 1704 chef for fregatten Heyren i eskadre, der førte kong Frederik IV til Norge og tilbage. 1705 søgte han om tilladelse til at gå i allieret tjeneste hvilket han fik samme år. 1706 ansøgte han om at forblive længere tid i England.
Hjemme igen blev blev Hiort 1708 kommandørkaptajn og 1709 chef for fregatten Høyenhald, som blev sendt til Christiansø sammen med flere fregatter. Her skulle han overvåge svenskernes bevægelser i Østersøen. 1710 blev han chef for orlogsskibet Jylland i hovedflåden og deltog med dette i slaget i Køge Bugt 10. oktober samme år. 1711 ansøgte han om at blive forfremmet til kommandør, hvilket skete i slutningen af året. 1712-13 var han chef for orlogsskibet Lovise i Østersøflåden. 1712 blev han tiltalt for at have åbnet ild mod fjenden uden signal fra den øverstkommanderende, men sagen blev hævet ved kgl. befaling 1714. Samme år blev Hiort schoutbynacht og blev 1717 medlem af kommissionen til at gennemgå prisegodset og prisepengenes fordeling. 30. december 1719 afgik Hiort med 300 rigsdaler i pension. Christian Ulrik Gyldenløve udtaler, at man "hverken kan sige meget godt eller ondt om ham" (Refererede Sager 1711). Fra 1720 ejede han en del af landstedet Nærumgård, og 1725 fik han tilladelse til at rejse udenlands.
Han døde 1733 og er begravet i Vor Frue Kirke. Han var gift med Else Müller Christiansdatter, som blev begravet sammesteds i 1757, 61 år gammel. Hun var datter af amtmand Christian Müller til Kattrup (1638-1720) (en søn af rentemester  Henrik Müller) og Margrethe v. Bartholin. De havde otte børn, bl.a. datteren Sophie Regine v. Müller, som ble gift med baron Jens Güldencrone. (Se Lengnicks Stamtavler: Henrik von Müller). 